# Ian Stannard
Ian Stannard (Milton Keynes, 25 de maio de 1987) é um ex ciclista britânico que foi profissional entre 2006 e 2020.
Entre seus mais destacados sucessos, destacam suas duas vitórias consecutivas na clássica Omloop Het Nieuwsblad, nas edições 2014 e 2015, seu terceiro posto na Paris-Roubaix de 2016, e sua vitória no Campeonato do Reino Unido em Estrada em 2012.

## Trajectória

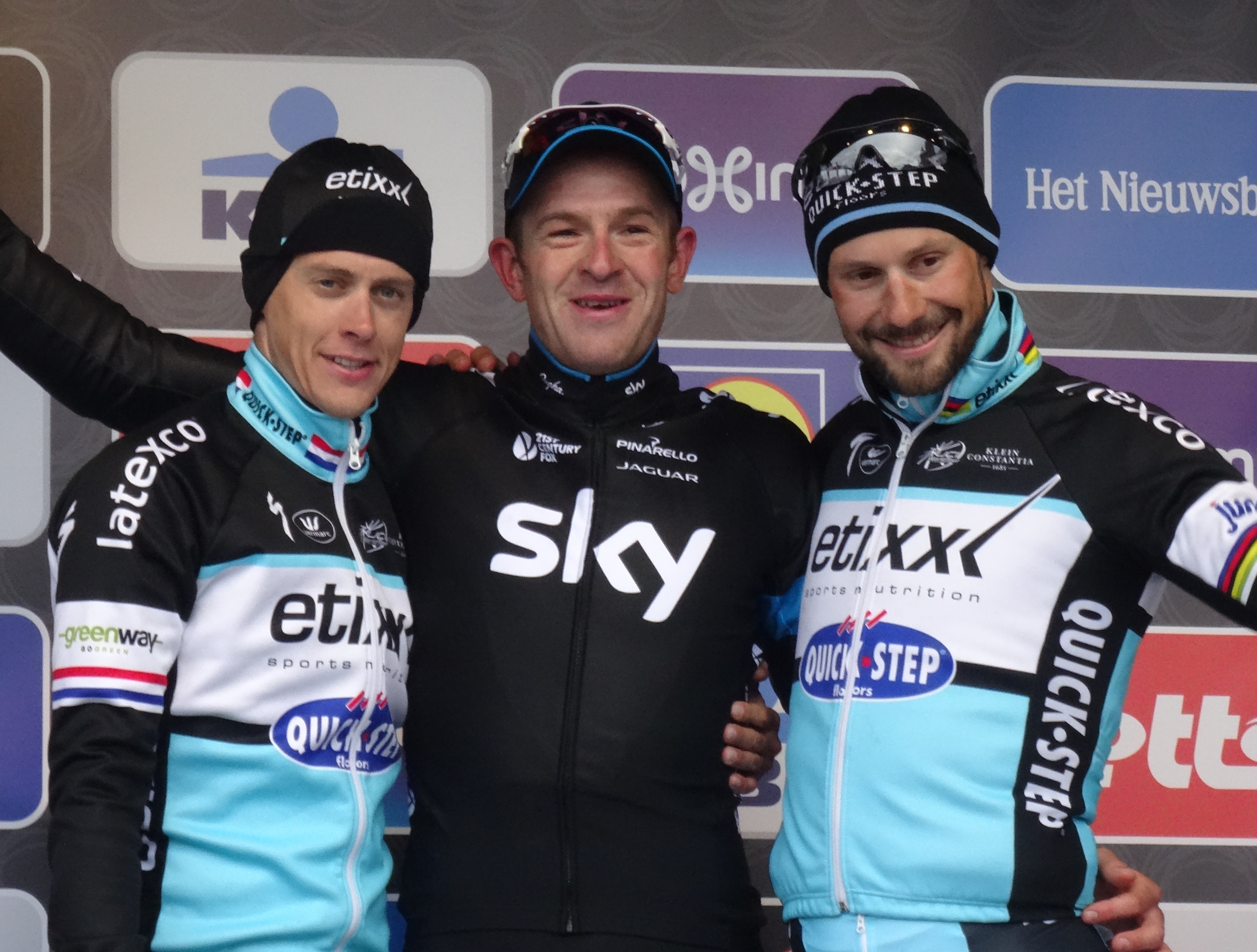
Ian Stannard, ao centro da foto, tirada no sábado, 28 de fevereiro, por ocasião da largada e chegada do Circuito Het Nieuwsblad de 2015 em Ghent, Bélgica.

Ganhou sua primeira medalha como ciclista nos Jogos da Commonwealth da Juventude de 2004 na disciplina de contrarrelógio. Fez seu estreia no ciclismo profissional com a equipa T-Mobile em 2007. Em 2009 alinhou pela equipa ISD com o que foi convocado para correr o Giro d'Italia com tão só 21 anos, finalizando no posto 160.
No ano 2010 alinhou pela equipa Sky com a intenção de centrar na corridas de um sozinho dia. A sua primeira vitória chegou em 2011 na Volta à Áustria finalizando ao sprint uma escapada juntos a cinco corredores. Stannard fez parte da equipa da Grã-Bretanha para o Campeonato Mundial de Ciclismo em Estrada de 2011. Em 2012 também fez parte da equipa britânica para os Jogos Olímpicos de Verão de 2012. Em 2013 Stannard foi chamado pela primeira vez para disputar o Tour de France.
Na temporada de 2014 começou surpreendendo ao ganhar a clássica Omloop Het Nieuwsblad, em onde se escapou a falta de 16 quilómetros a meta junto a Greg Van Avermaet e o conseguiu bater numa apertado sprint; umas semanas depois sofreu uma grave queda na Gante-Wevelgem na que sofreu um rompimento de vértebra que lhe fez se perder o resto das clássicas do ano e o Tour de France.
Voltou à concorrência nos Jogos da Mancomunidade, mas em setembro caiu-se de novo na primeira etapa da Volta à Grã-Bretanha e exames médicos posteriores confirmaram uma fractura de escafoides no pulso esquerdo.
Em 5 de novembro de 2020 anunciou sua retirada do ciclismo profissional, aos 33 anos, por causa de uma artrite.

## Palmarés
- 2010
  - 3.º no Campeonato do Reino Unido em Estrada

- 2011
  - 1 etapa da Volta à Áustria

- 2012
  - Campeonato do Reino Unido em Estrada

- 2013
  - 2.º no Campeonato do Reino Unido em Estrada

- 2014
  - Omloop Het Nieuwsblad

- 2015
  - Omloop Het Nieuwsblad
    - 3.º no Campeonato do Reino Unido em Estrada

- 2016
  - 1 etapa da Volta à Grã-Bretanha

- 2017
  - 1 etapa do Herald Sun Tour

- 2018
  - 1 etapa da Volta à Grã-Bretanha

- 2019
  - 2.º no Campeonato do Reino Unido em Estrada

## Resultados em Grandes Voltas e Campeonatos do Mundo
| Corrida            | Corrida            | 2008 | 2009  | 2010 | 2011  | 2012  | 2013  | 2014 | 2015  | 2016  | 2017  | 2018 | 2019  | 2020 |
| ------------------ | ------------------ | ---- | ----- | ---- | ----- | ----- | ----- | ---- | ----- | ----- | ----- | ---- | ----- | ---- |
|                    | Giro d'Italia      | —    | 160.º | —    | —     | 132.º | —     | —    | —     | —     | —     | —    | —     | —    |
|                    | Tour de France     | —    | —     | —    | —     | —     | 135.º | —    | 128.º | 161.º | —     | —    | —     | —    |
|                    | Volta a Espanha    | —    | —     | Ab.  | 128.º | 111.º | —     | —    | —     | —     | 148.º | —    | 106.º | —    |
| Mundial em Estrada | Mundial em Estrada | Ab.  | Ab.   | —    | 99.º  | 36.º  | Ab.   | —    | 51.º  | Ab.   | Ab.   | Ab.  | Ab.   | —    |

—: não participa

Ab.: abandono

## Equipas
- Van Vliet-EBH Advocaten (2006)[5]
- T-Mobile Team (2007)[6]
- Landbouwkrediet-Tönissteiner (2008)
- ISD-Neri (2009)
- Sky/INEOS (2010-2020)
  - Sky Professional Cycling Team (2010)
  - Sky Procycling (2011-2013)
  - Team Sky (2014-04.2019)
  - Team INEOS (05.2019-08.2020)
  - Ineos Grenadiers (08.2020-12.2020)